# RMS Europa
RMS Europa byl kolesový parník třídy America společnosti Cunard Line vybudovaný roku 1847 v loděnicích John Wood & Co. Na vodu byl spuštěn 22. září 1847 a na svoji první plavbu na trase Liverpool-Halifax-Boston se zajížďkou do New Yorku vyplul 15. července 1848.
V říjnu 1848 získal po své plavbě na stejné trase časem 8 dní a 23 hodin s průměrnou rychlostí 11,79 uzlů (21,84 km/h) Modrou stuhu. O rok později kolidoval u New Yorku s lodí Charles Bartlett. Zatímco Europa neutrpěla vážnější poškození, 88 ze 130 cestujících na Charlesi Bartlettovi zahynulo, když se loď potopila. V roce 1854 sloužil jako transportní loď v krymské válce. Pro Cunard sloužil až do roku 1867, kdy byl prodán.